# Chico Science

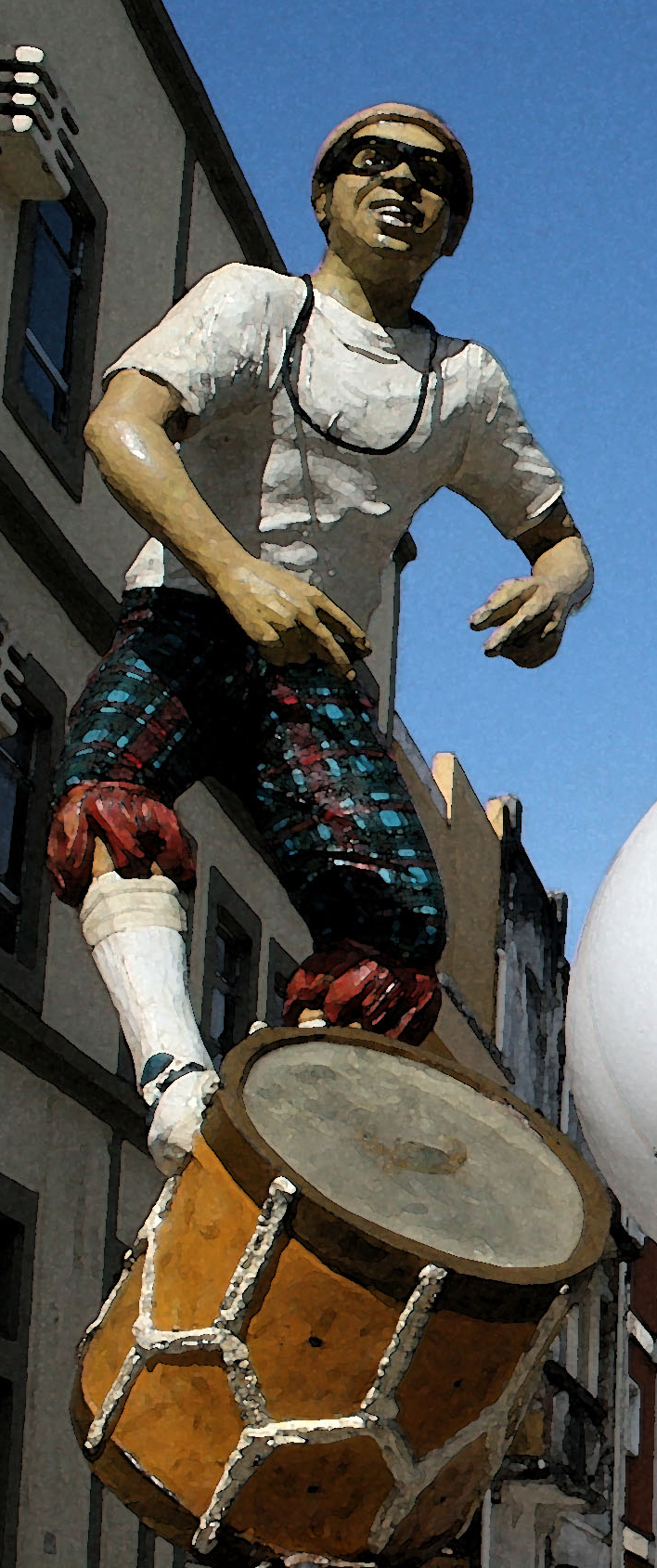
Chico-Science-Statue im brasilianischen Recife

Chico Science (eigentlich Francisco de Assis França; * 13. März 1966 in Olinda; † 2. Februar 1997 in Recife) war ein brasilianischer Musiker.

## Leben
Chico Science war mit seiner Band Nação Zumbi einer der Begründer des Mangue Beats, einer Stilart, die traditionelle Musikformen des brasilianischen Nordostens wie Forró und Maracatú mit modernen Elementen wie Funk und Hip-Hop verbindet. Seine Musik wurde unter anderem von James Brown, Grandmaster Flash und Kurtis Blow beeinflusst.
Zunächst war Chico Science  Mitglied der Gruppen Orla Orbe und Loustal. Um 1991 gründete er Nação Zumbi und verfasste zusammen mit Fred 04, dem Sänger der Gruppe Mundo Livre S/A, das Mangue-Beat-Manifest Caranguejos Com Cerebros („Krebse mit Hirn“). Auf Tourneen durch Nordamerika und Europa erhielt die Band sehr viel Aufmerksamkeit und galt als eine der innovativsten brasilianischen Bands der 1990er Jahre. Chico Science wurde eine starke Bühnenpräsenz nachgesagt. Chico Science & Nação Zumbi nahmen zwei Musikalben auf: Da Lama ao Caos (1994) und Afrociberdelia (1996).
Chico Science starb im Alter von 30 Jahren bei einem Verkehrsunfall in Recife. Nach seinem Tod nahm Nação Zumbi weitere vier Alben auf.